# Alphonse Milne-Edwards
Alphonse Milne-Edwards (ur. 13 października 1835, zm. 21 kwietnia 1900) – francuski teriolog i ornitolog, dyrektor Muzeum Historii Naturalnej w Paryżu, syn Henriego Milne-Edwardsa.
Zasłynął jako badacz pandy wielkiej. W 1870 roku badał on skórę i kompletny kościec pandy, który otrzymał od francuskiego misjonarza o. Armanda Davida. Początkowo Milne-Edwards podejrzewał, że nowy gatunek należy do rodziny niedźwiedziowatych, jednak klasyfikację tę podważono jeszcze w XIX wieku. Wyniki swoich badań Milne-Edwards opublikował we francuskim czasopiśmie naukowym Comptes Rendus Hebdomadaires des Séances de l’Académie des Sciences. W 1901 roku angielski zoolog Ray Lankester ogłosił, że gatunek należy do rodziny szopowatych oraz określił je mianem pandy wielkiej.
W 1874 roku napisał pracę Des observations sur l’hippopotame de Liberia et des études sur la faune de la Chine et du Tibet oriental, która trafiła jako dodatek do pracy naukowej jego ojca pt. Recherches pour servir à l’histoire naturelle des mammifères: comprenant des considérations sur la classification de ces animaux. W pracy tej znalazło się pierwsze znane wyobrażenie pandy.
W latach 1876–1891 pełnił funkcję dyrektora Muzeum Historii Naturalnej w Paryżu.
Na jego cześć został nazwany gatunek bażanta, Lophura edwardsi. Gatunek tego ptaka jest w Polsce znany jako kiściec annamski, choć dawniej był znany jako bażant Edwardsa.